# كورت باومان
كورت باومان هو مجدف سويسري، ولد في 25 مايو 1945.

## وصلات خارجية
- كورت باومان على موقع الاتحاد الدولي للتجديف (الإنجليزية)
- كورت باومان على موقع اللجنة الأولمبية الدولية (الإنجليزية)
- كورت باومان على موقع أوليمبيديا (الإنجليزية)